# Fritz Schmedes
Fritz Schmedes (Schwarme, 7 ottobre 1894 – Springe, 7 febbraio 1952) è stato un militare tedesco, criminale di guerra, ufficiale delle SS durante la seconda guerra mondiale.
Schmedes era figlio di un pastore di Verden (Aller). Partecipò attivamente alla Prima guerra mondiale e nel 1914 venne promosso Tenente del Reggimento Artiglieria Campale della Frisia Orientale n. 62.
Negli ultimi mesi della guerra assunse il comando della 36. Waffen-Grenadier-Division der SS al posto del SS-Oberführer Oskar Dirlewanger.